# Brady Lake
Brady Lake è un'area non incorporata degli Stati Uniti d'America, situata nello stato dell'Ohio, nella contea di Portage.